# Zadeček

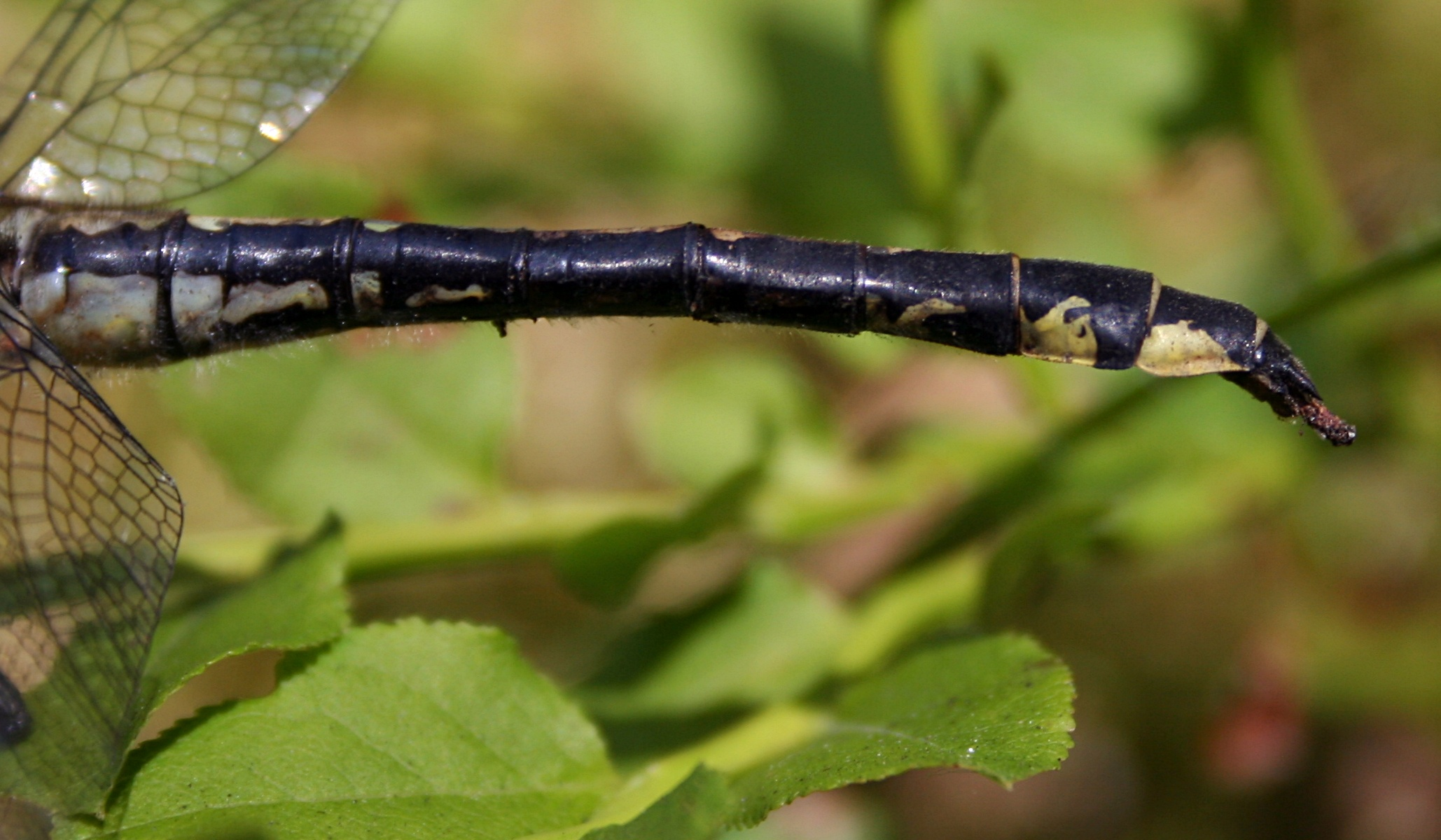
Segmenty zadečku klínatky obecné Gomphus vulgatissimus

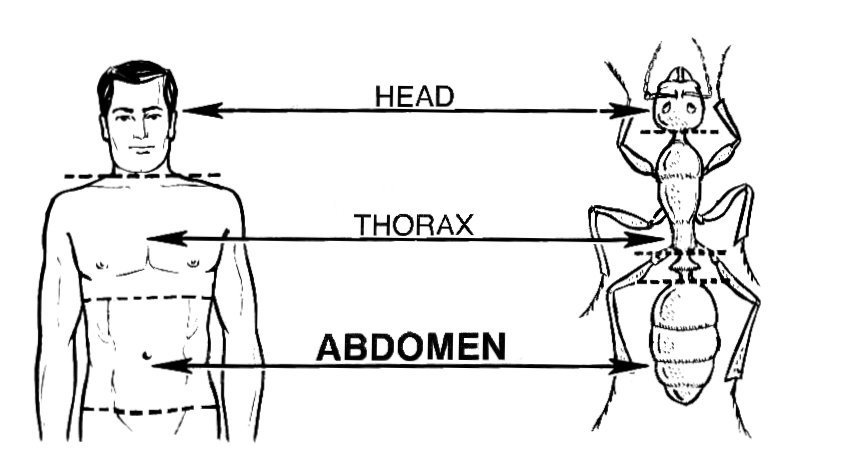
Označení abdomen u člověka a členovce

Zadeček čili abdomen je jedním z tagmat (větší tělní celek) těla členovců, jejichž tělo je členěno na hlavu (cephalon), hruď (thorax) a zadeček (abdomen), příp. na hlavohruď a zadeček.

## Členovci
Trojí dělení těla členovců:
- hlava + trup (stonožky, mnohonožky)
- hlava + hruď + zadeček (hmyz, chvostoskoci)
- hlavohruď + zadeček (pavoukovci, pavouci, korýši)

V zadečku je uloženo hlavní pohlavní ústrojí a koncová část trávicí trubice. Zadeček bývá složen z víceméně stejných článků (neplatí u pavoukovců).

## Obratlovci
V anatomii obratlovců je abdomen latinsky břicho, tzn. část trupu pod hrudníkem. V břišní dutině jsou zejm. orgány trávicího, močového a pohlavního systému s příslušnými cévami a nervy. V horní části je břišní dutina oddělena bránicí od dutiny hrudní, dolů přechází plynule do pánve. K přesnějšímu popisu určitého nálezu (k jeho lokalizaci) se v medicíně břicho dělí na břišní krajiny (jednotlivé oblasti břicha): jednak na čtyři kvadranty (čtvrtiny), jednak na tradiční krajiny hypochondrium, epigastrium, mezogastrium, hypogastrium, oblast umbilikální a suprapubickou. Akutní abdomen je klinický syndrom charakterizovaný rychlým nástupem břišní bolestivosti.